# Stenocybus
Stenocybus es un género de terápsidos dinocéfalos que vivió en el periodo Pérmico Medio, hace cerca de 270 millones de años, en lo que ahora es China.
El espécimen tipo es un cráneo casi completo que mide entre 12 y 15 cm descubierto en la Formación Xidagou (Wordiense o Capitaniense), provincia de Gansu (China) y descrito en 1997. Solo se ha asignado a este género la especie Stenocybus acidentatus.